# لیلی فونوایمونا
لیلی فونوایمونا (به انگلیسی: Lelei Fonoimoana) (زادهٔ ۴ نوامبر ۱۹۵۸) شناگر اهل ایالات متحده آمریکا است.